# Andrej Kostričkin
Andrej Kostričkin (San Pietroburgo, 24 agosto 1901 – Leningrado, 28 febbraio 1973) è stato un attore sovietico.

## Filmografia parziale

### Attore
- Il cappotto (Shinel), regia di Grigorij Michajlovič Kozincev e Leonid Zacharovič Trauberg (1926)
- S.V.D. (С. В. Д.), regia di Grigorij Michajlovič Kozincev e Leonid Zacharovič Trauberg (1927)
- La nuova Babilonia (Novyj Vavilon), regia di Grigorij Michajlovič Kozincev e Leonid Zacharovič Trauberg (1929)

## Premi
- Artista onorato della RSFSR